# AutoIt
AutoIt este un limbaj de scriptare si automatizare gratuit pentru sistemul de operare Microsoft Windows. Inițial a fost creat exclusiv pentru automatizarea diverselor taskuri în programele rulate dar a ajuns să fie un limbaj de programare complet îndrăgit de foarte mulți oameni, în mod deosebit de administratorii de sistem.
Odată cu lansarea versiunii nr. 3, sintaxa AutoIt a fost restructurată pentru a semăna mai mult cu limbajele din familia BASIC. Este un limbaj de programare de generația a 3-a folosind un model stocare a datelor care permite ca o variabilă să păstreze orice tipuri de date - numere întregi, șiruri de caractere, tablouri etc. AutoIt este compatibil cu Windows 95/98/Me/NT4/200/XP/2003/Vista/7.
Un script de automatizare AutoIt poate fi compilat într-un fișier executabil comprimat care poate fi rulat pe sisteme care nu au interpretorul AutoIt instalat. O gamă largă de librării cunoscute ca UDF-uri sunt de asemenea incluse sau sunt disponibile pentru descărcare pentru a adăuga anumite funcționalități. AutoIt este distribuit împreună cu o varianta a IDE-ului SciTE numita SciTE4AutoIt.

## Facilități
- Limbaj de scripting cu o structura asemănătoare limbajului BASIC.
- Librării și module pentru diverse tipuri de aplicații.
- Suport online pe forumul oficial AutoIt pentru utilizatori și dezvoltatori.
- Suportă protocoalele TCP și UDP.
- Suportă obiecte COM.
- Poate apela funcții din biblioteci DLL.
- Se pot crea aplicații în consolă.
- Se pot crea aplicații în interfața grafică.
- Poate simula mișcările și evenimentele mouse-ului.
- Poate manipula ferestre și procese.
- Scripturile pot fi compilate în executabile.
- Suport Unicode începând cu versiunea 3.2.4.0.
- Suport pentru cod pe 64 de biți începând cu versiunea 3.2.10.0.
- Suportă expresii regulate.
- Funcționează cu UAC-ul specific Windows Vista.
- Suport pentru programare orientată pe obiecte folosind AutoItObject.

## Limitări
- AutoIt funcționeaza într-un singur fir de execuție (thread), fapt care face programarea asincronă și paralelismul foarte dificile. Situația poate fi remediată folosind obiecte COM, dar asta presupune mai mult cod scris.
- Aplicațiile AutoIt sunt uneori identificate eronat ca virusi (false positive) de către aplicațiile antivirus care folosesc scanare euristică.

## Exemple

### Hello world
```
; Afiseaza mesajul "Hello, world!" intr-un MsgBox.

MsgBox
(
0
,
 
"Title"
,
 
"Hello, world!"
)

Exit

```